# Ceriagrion sakejii
Ceriagrion sakejii – gatunek ważki z rodziny łątkowatych (Coenagrionidae).